# Древногръцки морски богове
Древногръцките морски богове в древногръцката митологията са няколко. Това е обяснимо като се има предвид, че Древна Гърция е била разположена около много водни басейни.

## Посейдон
Посейдон като бог на морето е важен „бог на Олимп“. Той е покровител на Коринт, много градове от Магна Греция, както и на Платоновата Атлантида. Изучаващите древната митология в по-голямата си част смятат, че преди да бъде бог на морето, Посейдон е бил бог на конете. Като такъв той е тясно свърван с пре-историческата роля на царя, чийто символ на власт и основно жертвено животно е конят.

## Морските старци и нимфите
В гръцката митология има и няколко персонажа, които Омир нарича „halios geron“ или морски старци. Това са Нерей, Протей, Главк и Форкис. Те си менят образа, прорицатели са или бащи на прекрасни нимфи и на ужасни чудовища. Всеки от морските старци е баща или дядо на много нимфи и/или чудовища, които често носят алегорични (Тетида, „установяване“; Телесто, „успех“) или географски имена (Рода от „Родос“; Нилос, „Нил“). Всеки морски старец и неговите дъщери е следователно като миниатюрен пантеон, всеки с различна комбинация на духовен, нравствен и физически свят.